# Кулак (сорт вугілля)

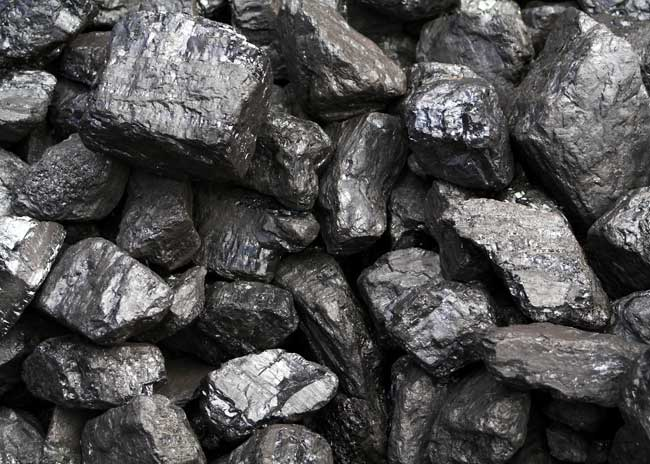
Сорт вугілля "кулак"

Кула́к (рос. кулак, нім. Würfelanthrazit m, Würfelkohle f) — сорт вугілля крупністю 50(80)—100(120) мм. Позначається "К".

## Застосування
- Використовується як паливо котельних, теплиць тощо.

- Антрацит мари АК (кулак) є природним замінником коксу в металургії та металообробці  (ливарне, доменне, феросплавне, ковальське виробництва, витоплення кольорових металів).